# Ligne R7 (Rodalia de Barcelone)
La ligne R7 est un service ferroviaire de banlieue qui fait partie de Rodalies de Catalunya, exploitée par Renfe Operadora. Le service relie les gares de Cerdanyola Universitat et Sant Andreu Arenal. 

## Histoire

### Rodalies
En 1980, la Renfe a créé Cercanías, dans le cadre d'un plan d'amélioration visant à "casser la mauvaise image de la Renfe", ce qui a conduit à la création de 162 nouveaux services et à l'amélioration de ceux existants, le Plan General Ferroviario supposé la modernisation du réseau. En 1984, la société s’organise en unités commerciales pour créer Cercanías Renfe, plus tard Rodalies Renfe en Catalogne, et en 1985 il a été réorganisé et un nouveau design pour le service de Rodalia est apparu. 
Auparavant, la Renfe utilisait un C comme Cercanías pour numéroter les lignes, en l'occurrence ici la C7.  Plus tard, ils ont coexisté avec la lettre R, pour Rodalies jusqu'au transfert du service de Rodalia de Barcelona à la Généralité de Catalogne, le 1er janvier 2010 et à l'instauration de la lettre R comme seule lettre distinctive des services de Rodalia de Barcelone.   

### Ligne
Les origines de l'actuelle ligne R7 remontent à 1982, date à laquelle une nouvelle ligne orbitale entre El Papiol et Mollet del Vallès a été mise en service pour empêcher les trains de marchandises de traverser le centre-ville de Barcelone. Toutes les gares actuelles étaient déjà construites, mais elles étaient fermées aux voyageurs depuis de nombreuses années.  
Ainsi, la gare de Cerdanyola-Universitat est entrée en service en 1995, la gare est compris à l'intérieur d'une nouvelle navette reliant Barcelone à l'Université autonome de Barcelone.  
Le 16 mai 2005, la ligne R7 de Rodalia a été ouverte, le début du service eut lieu le 23 mai 2005, avec un itinéraire reliant L'Hospitalet de Llobregat à Barcelone, Cerdanyola del Vallès et Martorell. 
La configuration actuelle de la ligne R7 est rentrée en service le, avec une restructuration du service de banlieue qui limite cette ligne au parcours Sant Andreu Arenal - Cerdanyola Universitat, où la demande la plus spécifique est concentrée. La partie nord de la ligne a ainsi former la nouvelle ligne R8 (Martorell - Granollers Centre via Cerdanyola Universitat).

## Caractéristiques générales
La ligne transporte 1,9 million de passagers par an. Il y a en moyenne 8 140 voyageurs les jours ouvrables et 67 trains en moyenne tous les jours.  La ligne fait 15 kilomètres de long pour un total de 7 gares. Le service est relié aux lignes R3, R4 et R8 des Rodalies de Barcelone, aux services régionaux de Rodalies de Catalunya et au métro de Barcelone.  Les gares terminus sont Sant Andreu Arenal au sud et Cerdanyola Universitat au nord. 
Le service traverse partiellement les lignes de chemin de fer suivantes : 
- Ligne Castellbisbal / El Papiol - Mollet, dans la section entre Castellbisbal et Cerdanyola Universitat .
- Ligne Barcelone - Manrèse - Lérida - Almacelles, entre Cerdanyola del Vallès et Barcelone.

## Gares

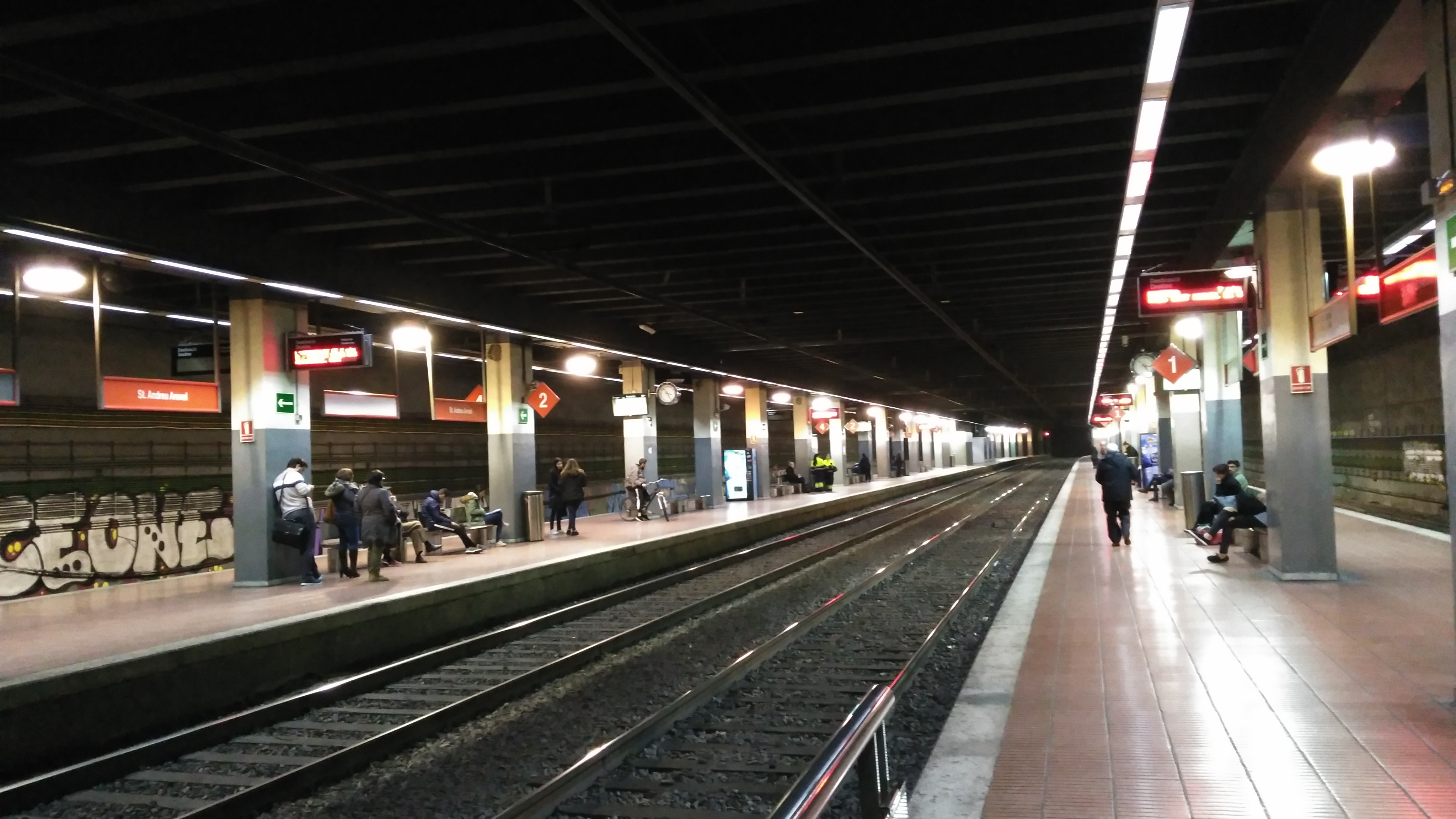
La gare de Sant Andreu Arenal, le terminus face sud.

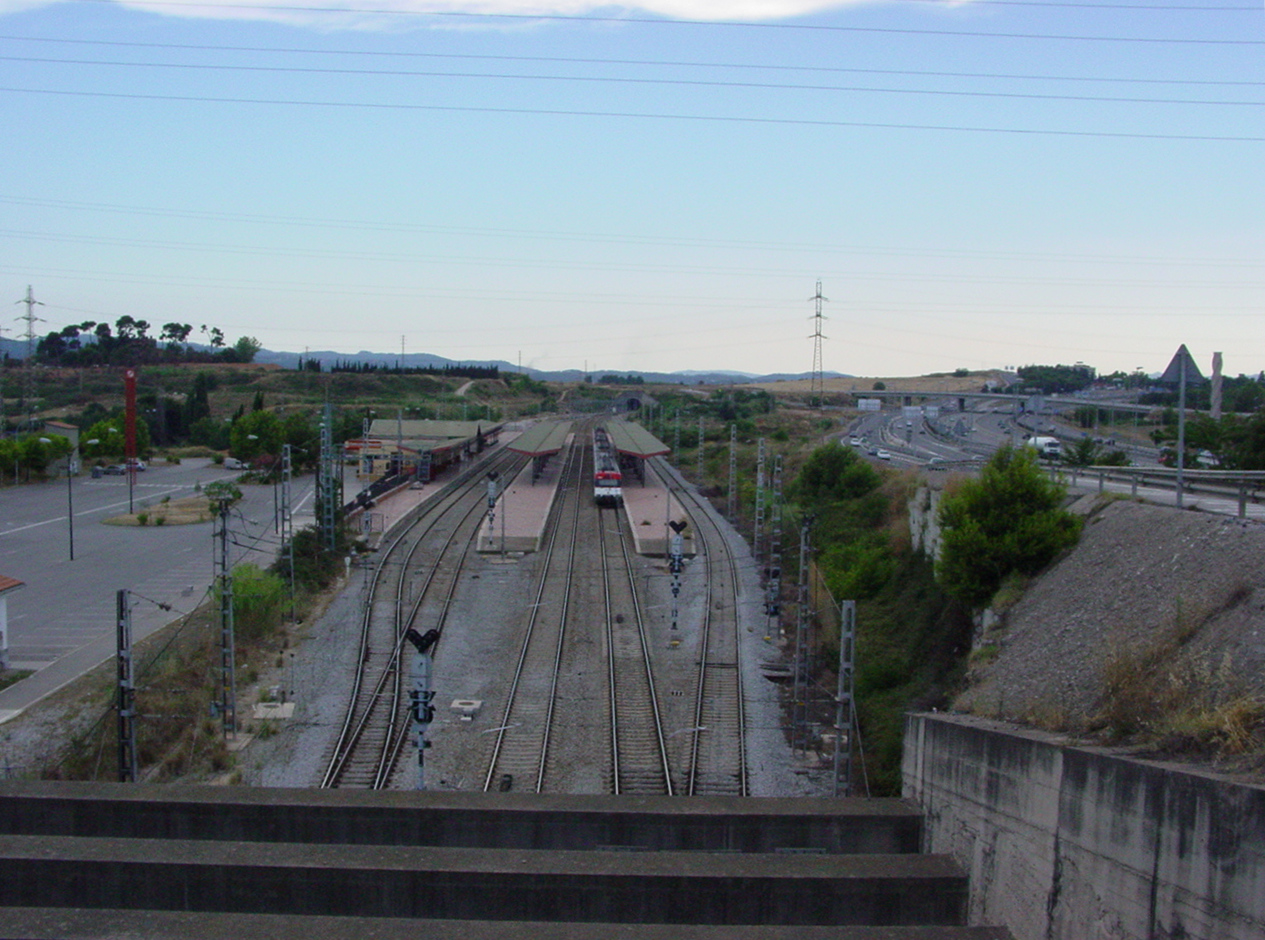
La gare de Cerdanyola Universitat, terminus face nord.

Il y a une gare de la ligne qui est inscrite à l'Inventaire du Patrimoine Architecturale de Catalogne: 
 la gare de Cerdanyola del Vallès. 
Liste complète des gares de la ligne :
| Gare                            | Commune               | Correspondances | Zone | Zone ATM |
| ------------------------------- | --------------------- | --------------- | ---- | -------- |
| Cerdanyola Universitat          | Cerdanyola del Vallès | R8 barcelona    | 3    | 2C       |
| Cerdanyola del Vallès           | Cerdanyola del Vallès |                 | 2    | 2C       |
| Montcada i Reixac - Santa Maria | Montcada i Reixac     |                 | 1    | 1        |
| Montcada i Reixac - Manresa     | Montcada i Reixac     |                 | 1    | 1        |
| Montcada-Bifurcation            | Montcada i Reixac     |                 | 1    | 1        |
| Torre Baró                      | Barcelone             |                 | 1    | 1        |
| Sant Andreu Arenal              | Barcelone             |                 | 1    | 1        |

## Futur
Il est prévu de transformer la ligne en ligne orbitale, notamment en récupérant les anciennes circulations entre L'Hospitalet de Llobregat - Martorell-Central mais également en prolongeant la ligne vers Molins de Rei et El Papiol. La ligne à Barcelone passerait par Passeig de Gràcia au lieu de passer par Catalunya où il serait nécessaire de construire un troisième tunnel à Barcelone. 
La ligne comprendrait deux types de services: un premier direct entre Martorell-Central et Granollers Centre (passant par Cerdanyola, Sant Cugat, Rubí et Castellbisbal); et un second service en boucle qui unirait Martorell à Granollers Centre via Barcelone (Martorell >> Cerdanyola >> Barcelone >> Cerdanyola >> Granollers) et deux fois par le tronçon Rubí - Cerdanyola del Vallès pour fermer la boucle.